# Vinicio Turello
Antonio Vinicio Turello (Bicinicco, 22 gennaio 1930 – Udine, 17 giugno 2013) è stato un politico e avvocato italiano.

## Carriera politica
Membro di lungo corso della Democrazia Cristiana del Friuli Venezia Giulia, dal 18 luglio 1983 al 23 ottobre 1984 è Presidente del Consiglio regionale del Friuli-Venezia Giulia.
Dal 14 gennaio 1992 al 2 agosto 1993 è Presidente della Regione Friuli-Venezia Giulia.